# 佐々木重綱
佐々木 重綱（ささき しげつな）は、鎌倉時代前期から中期にかけての武将・御家人。近江国大原氏の祖であることから大原重綱ともいわれる。

## 略歴
承元元年（1207年）、佐々木信綱の長男として誕生。
鎌倉幕府に仕え、承久の乱では父と共に北条泰時の東上軍に従って入京し、宇治川の戦いでは先陣を務める武功を挙げた。乱の後は4代将軍・九条頼経の近習として仕えた。しかし仁治3年（1242年）に父が死去すると、父の生前に家督と所領を譲られていた弟・泰綱と抗争し、寛元元年（1243年）には幕府に対して訴訟を起こし、幕府により泰綱の近江国内における所領を譲り受けている。このため、佐々木氏の勢力の分散化が始まった。
文永4年（1267年）6月14日に死去。享年61。